# Lusácia
A Lusácia (em alemão Lausitz, em alto sorábio: Łužica, em polaco Łużyce e em checo Lužice) é uma região histórica, por vez chamada Sorábia, no leste da Alemanha, sudoeste da Polônia (Baixa Silésia) e norte da República Checa. A Lusácia é dividida em Alta Lusácia ao sul e Baixa Lusácia ao norte.
O nome da Lusácia remonta à tribo dos lusizes, que habitavam em zonas da atual Baixa Lusácia. A Alta Lusácia era habitada pelos milzanes. Ambas as tribos faziam parte do povo eslavo dos sorábios, que ainda vivem na Lusácia, sendo seu número aproximado entre cinqüenta e sessenta mil pessoas.